# باریازا (باشقیرستان)
باریازا (انگلیسی: Baryaza, Republic of Bashkortostan) یک شهرک در شهرستان کالتاسینسکی استان باشقیرستان کشور روسیه است.